# The Rose of Versailles
The Rose of Versailles (ベルサイユのばら, Berusaiyu no Bara), ook bekend als Lady Oscar of La Rose de Versailles, is een bekende Japanse shojo manga van de hand van Riyoko Ikeda. De reeks werd verwerkt tot verscheidene Takarazuka Revue musicals, een anime, een OVA, een film en een live-action film.

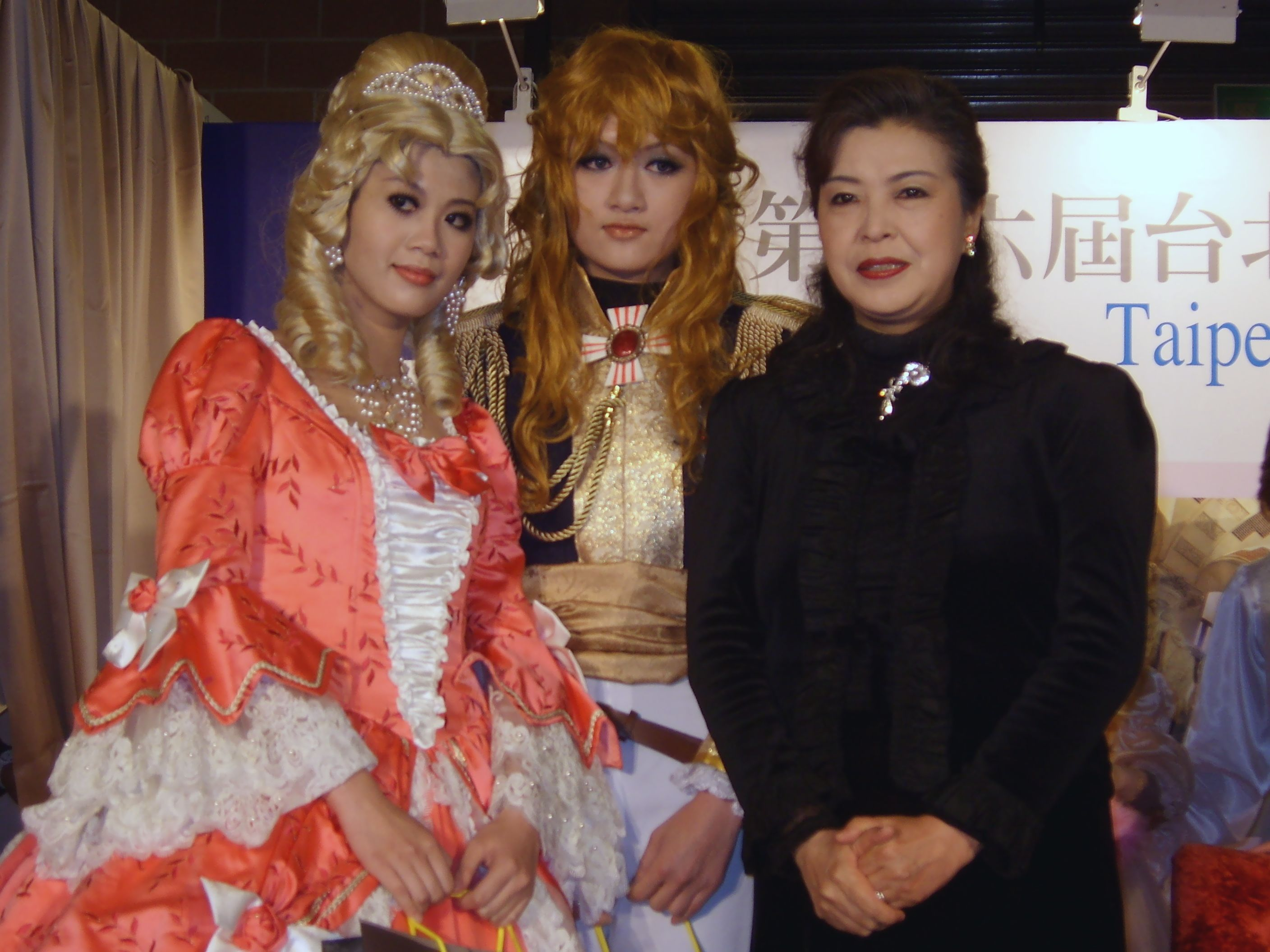
Schrijfster Riyoko Ikeda (rechts) met twee cosplayers.

The Rose of Versailles gaat over Oscar François de Jarjayes, een jonge vrouw die grootgebracht werd als man om zo haar vaders rol als hoofd van de paleiswacht van het kasteel van Versailles te kunnen overnemen. Oscar heeft een diep gevoel voor rechtvaardigheid en wordt zo verscheurd tussen de trouw aan haar aristocratische achtergrond en haar wens om de lagere klasse te helpen tijdens de Franse Revolutie. Ook haar wens om zowel een militair als een gewone vrouw te zijn en haar relaties met Marie Antoinette, Axel von Fersen en haar bediende en beste vriend André Grandier bezorgen haar kopzorgen.
De reeks bevat enkele yuri elementen: de relatie tussen Oscar en haar beschermelinge Rosalie Lamorlière (de buitenechtelijke dochter van Martine de Polignac) neemt een romantische tint aan. Rosalie beschrijft Oscar als haar eerste liefde. Ook voelen heel wat hofdames zich openlijk aangetrokken tot Oscar.

## Media

### Manga
The Rose of Versailles is een van de meest invloedrijke manga tot nog toe. De manga werd uitgegeven in Shueisha's tijdschrift Margaret en kende van diens begin al succes.
Ikeda's uitgevers waren oorspronkelijk tegen het idee om een biografie van Marie-Antoinette uit te geven. De reeks bleef echter in publicatie vanwege diens populariteit. De eerste hoofdstukken focussen op Marie-Antoinette en haar rivaliteit met Madame du Barry. Oscar was oorspronkelijk bedoeld als een nevenpersonage. Ze was echter zo populair bij haar lezers dat Ikeda besloot om van Oscar het hoofdpersonage te maken. Ikeda vond inspiratie in het feminisme bij het bedenken van de reeks en gebruikte de Franse Revolutie om een "innerlijke revolutie bij de Japanse vrouwen" voor te stellen.
Ikeda tekende later een minder bekend vervolg getiteld Eikou no Napoleon – Eroica. Enkele oude personages keren terug. De reeks gaat over Napoleon Bonaparte.

### Gaiden
Versailles no Bara Gaiden is een verzameling kortverhalen van Ikeda die in 1974 werden uitgegeven na het einde van The Rose of Versailles. De verhalen werden bewerkt tot musicals in 2008-2009.

### Anime
In 1979 werd The Rose of Versailles uitgezonden op Nippon TV als een veertigdelige anime die liep van oktober 1979 tot en met september 1980. De reeks werd geregisseerd door Tadao Nagahama (afl. 1-18) en Osamu Dezaki (afl. 19-40). Dezaki gaf de serie een cinematografische tint. Shingo Araki had de animatieregie in handen. Samen met Akio Sugino en Michi Himeno ontwierp hij de personages. Koji Makaino verzorgde de muziek. Door de regieverschuiving naar Dezaki heeft het tweede deel van de reeks een andere feel dan het eerste.

### Films
De franchise kent twee films. Een derde film was in voorproductie bij Toei in 2007-2009. Het project werd echter nooit afgewerkt.

#### Lady Oscar
Lady Oscar is een live-action film uit 1979. De regie was van Jacques Demy en de muziek van Michel Legrand. Het was een Frans-Japanse productie en werd in Frankrijk opgenomen. Voor deze film vertaalde Frederik L. Schodt de volledige manga naar het Engels als referentiewerk. Deze vertaling ging verloren.

#### Inochi Aru Kagiri Aishite
Inochi Aru Kagiri Aishite (I'll Love You as Long as I Live) is een film die de anime samenvat. Hij werd op videoband uitgebracht op 21 mei 1987 en werd in de bioscoop uitgezonden op 19 mei 1990.

### Musicals
Rose of Versailles werd door Shinji Ueda bewerkt tot musicals voor de Takarazuka Revue. Deze musicals worden gezien als hun meest populaire show. Alle vier Takarazuka groepen speelden The Rose of Versailles van 1974 tot en met 1976 voor een publiek van 1.6 miljoen mensen. In 1989 werd The Rose of Versailles terug ten tonele gebracht, dit keer voor 2.1 miljoen mensen.
In 2008 werd een nieuwe reeks musicals gemaakt op basis van de manga. Ikeda schreef hiervoor kortverhalen die speciaal voor de revue bedoeld waren.

### Andere
In 2002 publiceerde Shueisha ter gelegenheid van het dertigjarige jubileum van de reeks een Rose of Versailles Encyclopedie (ベルサイユのばら大事典) uit. Deze was geschreven door Ikeda.
In 2014 publiceerde FROGMAN een officiële Flash animatieparodie van de reeks.
Otomate verkondigde in 2017 dat er een televisiebewerking en een computerspel gebaseerd op The Rose of Versailles in de maak waren: "Shiritsu BeruBara Academy ~Versailles no Bara Re*imagination~".

## Ontvangst
The Rose of Versailles is de veertiende best verkopende shojo-manga ooit, dit met wereldwijd 15 miljoen verkochte volumes en met 12 miljoen volumes verkocht in Japan. De manga werd vertaald naar het Arabisch, Turks, Koreaans, Frans, Spaans, Italiaans, Duits, Indonesisch en Chinees. Dankzij de musicals uit 1974 kreeg zowel de reeks als het shojogenre in het algemeen academische aandacht. Dankzij het vele onderzoek naar Marie-Antoinette en de Franse Revolutie die de manga voorafgingen, gebruiken sommige leerkrachten de reeks zelfs tijdens hun lessen en komt de manga soms voor in Japanse schoolbibliotheken. Dit was de eerste keer dat dit gebeurde met een manga in Japan. Ook zorgde de populariteit van de reeks voor een groei in Japanners die Frans studeren en voor een groei in Japanse toeristen in Frankrijk.
Mangaka Hagio Moto gelooft dat de populariteit van The Rose of Versailles ervoor zorgde dat het routine werd voor mangauitgeverijen om reeksen die in tijdschriften worden uitgegeven, ook in tankōbon uit te geven.
The Rose of Versailles is onder meer bekend omdat het de eerste manga ooit was met een seksuele scène getekend door een vrouw. Dit had een grote impact op de vrouwelijke lezers van de reeks, die vaak van middelbareschoolleeftijd waren. Manga-onderzoekster Yukari Fujimoto stelt dat voor vele middelbare meisjes van haar generatie deze scène hun introductie tot seksualiteit was.

### Invloeden
The Rose of Versailles oefende een grote invloed uit op de manga Revolutionary Girl Utena en Le Chevalier D'Eon. Oscar komt voor in de reeks Lupin III in een aflevering getiteld "Versailles Burned with Love". De manga wordt ook vermeld in de boekenreeks Gate: Jieitai Kano Chi nite, Kaku Tatakaeri.